# Hiperkomputer
Hiperkomputer – hipotetyczny komputer potrafiący wykonywać algorytmy, których nie jest w stanie wykonać maszyna Turinga. Potrafi on wykonywać hiperobliczenia, w odróżnieniu od „zwykłych” obliczeń, które wykonują maszyny Turinga.
Problem teoretycznej możliwości istnienia hiperkomputerów jest współcześnie szeroko dyskutowany w teorii obliczeń i nie ma jasności, czy pozwalają na to chociażby prawa fizyki rządzące naszym światem. Wszystkie dotychczasowe koncepcje zbudowania takich maszyn wydają się, poza pewnymi niejasnościami teoretycznymi, wymagać technologii będących poza zasięgiem ludzi. Według niektórych filozofów hiperobliczenia przeprowadza mózg, według innych – życie na wszystkich poziomach złożoności i ewolucja są ich przykładem. Niewykluczone, że zaawansowany komputer kwantowy byłby hiperkomputerem. Istnieje również pogląd, że w odpowiednich warunkach maszyny Turinga mogą zachowywać się jak hiperkomputery. Próbuje się też dowodzić, że w czasoprzestrzeni o innych właściwościach niż ta istniejąca hiperobliczenia byłyby dużo łatwiejsze.
Rozpatrywane są również klasy złożoności, w których każdy problem decyzyjny (wliczając w to problemy nierozstrzygalne) jest rozstrzygalny.